# Кулиев, Мехти Надир оглы
Мехти Надир оглы (Нодерович) Кулиев (Гудиев; азерб. Mehdi Nadir oğlu Quliyev; 15 мая 1923 — 25 января 1976) — Герой Советского Союза, командир пулемётного расчёта 15-го гвардейского стрелкового полка 2-й гвардейской стрелковой дивизии 56-й армии Северо-Кавказского фронта, гвардии младший сержант.

## Биография
Мехти Надир оглы родился 15 мая 1923 года в селе Эрикназ в семье служащего. Азербайджанец.
Окончил 9 классов школы, фабрично-заводское училище (ФЗУ). Работал каменщиком в Баку. Член ВЛКСМ.

### Великая Отечественная война
Мехти Надир оглы был призван в Красную Армию в мае 1942 года. В боевых действиях участвовал с августа 1942 года. Воевал на Северо-Кавказском фронте. Участвовал в обороне Нальчика, Урухского ущелья Главного Кавказского хребта, ныне Северная Осетия, освобождении Краснодара, прорыве «Голубой линии» в районе станицы Крымская, освобождении Тамани, форсировании Керченского пролива и боях по удержанию плацдарма на Крымском берегу. Был ранен.
25 октября 1942 года немецкие войска с плацдарма на реке Терек нанесли удар по 37-й армии в направлении Нальчика. На позиции дивизии, в которой воевал Кулиев, в этот день фашисты бросили 100 танков, позади которых наступали автоматчики. Расчёт Кулиева огнём пытался прижать гитлеровскую пехоту к земле, но должной артиллерии на этом участке не было, и танки прорвались в боевые порядки дивизии. Советским войскам пришлось отступать к предгорьям Главного Кавказского хребта. Был оставлен Нальчик. Гитлеровцы прорвались к Орджоникидзе (ныне Владикавказ). До начала 1943 года пулемётный расчёт Кулиева оборонялся на реке Урух.
В январе 1943 года после окружения фашистской группировки в Сталинграде, гитлеровские войска начали отступать с Кавказа. Началось преследование противника. Были освобождены Нальчик, Ставрополь, Краснодар. Фашисты закрепились на так называемой «Голубой линии». В феврале — мае 1943 года было несколько попыток советских войск прорыва этого крайне укреплённого рубежа гитлеровской обороны. Но все они окончились лишь частными успехами. В воздухе над наступающими войсками также происходили непрерывные воздушные сражения. Особенно напряжённые бои шли в районах станиц Киевская и Молдаванская Крымского района.
27 мая 1943 года пулемётный расчёт гвардии младшего сержанта Кулиева участвовал в бою по прорыву «Голубой линии» в районе хутора Горишный Крымского района Краснодарского края. Выбив противника из населённого пункта, подразделение закрепилось на достигнутом рубеже. Гитлеровцы любой ценой хотели возвратить утерянные позиции. В течение дня они предприняли 9 контратак, сопровождаемые танками, поддерживаемые сильным артиллерийско-миномётным огнём. Пулемётный расчёт Кулиева отражал натиск немцев, держался на занятом рубеже. Осколком разорвавшейся мины был убит наводчик, а затем и его помощник. Кулиев сам лёг за пулемёт.
Во время 8-й контратаки пуля ранила Кулиева в лицо. Кровь заливала глаза, но он продолжал вести огонь. После отражения последней, 9-й контратаки противника, сержанта Кулиева нашли лежащим без сознания за пулемётом. 167 фашиста поплатились жизнью за попытку пройти через позицию советского пулемётчика.
Обескровив противника, подразделения советских войск в сентябре 1943 года успешно продвигались вперёд. Только на новом, заранее подготовленном рубеже, врагу удалось 15 сентября 1943 года приостановить наступление. Все попытки выбить фашистов с занятого ими рубежа ни к чему не привели, и подразделения вынуждены были залечь под сильным пулемётным огнём.
Кулиев был в боевом строю. Перед его глазами находились 3 замаскированные огневые пулемётные точки. Он, искусно маскируясь, обходным путём предельно сблизился с противником и, выбрав удобный момент, внезапным и точным огнём своего пулемёта уничтожил расчёт одного вражеского станкового пулемёта. Впереди остались ещё 2 огневые точки, поразить которые пулемётным огнём не представлялось возможным. Кулиев, захватив связки гранат, пополз вперёд. 12 метров и небольшая насыпь отделяли Кулиева от фашистских пулемётов. Он приподнялся и, собрав все силы, бросил одну связку гранат. Пулемёт умолк. Подразделения полка поднялись и пошли в атаку на гитлеровцев. Наступление возобновились, преследование врага продолжалось.
Особо отличился Кулиев при форсировании Керченского пролива. Высадившись 1 ноября 1943 года на берегу Керченского полуострова, подразделение закрепилось на высоте 175,0. Противник несколько раз предпринимал контратаки, пытаясь вернуть выгодную позицию. Кулиев вёл огонь из своего пулемёта. От его огня только в первый день полегло 25 гитлеровцев.
За смелость и отвагу в боях на Северном Кавказе и за форсирование Керченского пролива Махти Нодеровичу Кулиеву было присвоено звание Героя Советского Союза.

### После войны

Мемориальная доска на стене дома в Баку, в котором жил Мехти Кулиев

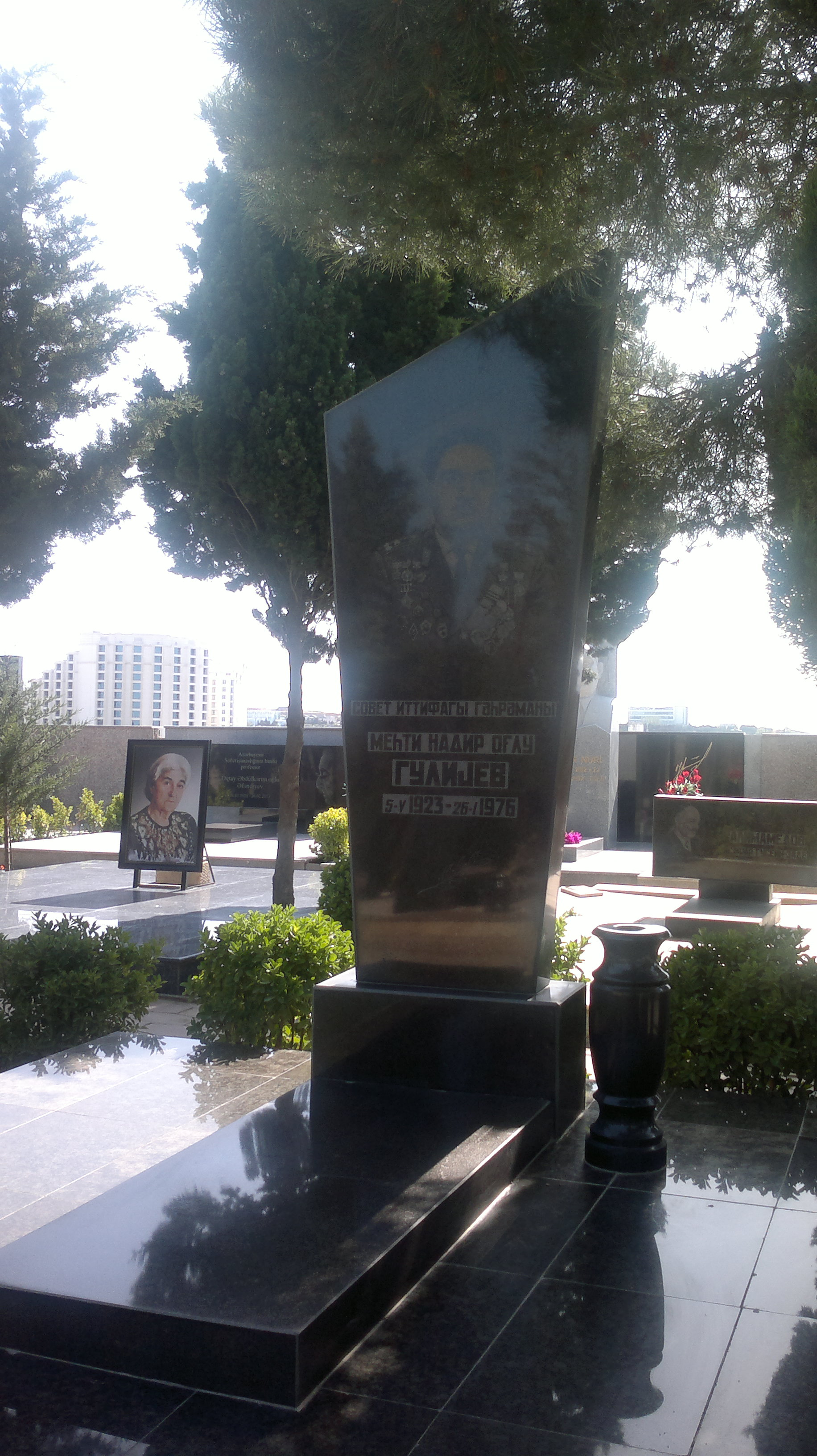
Могила М. Кулиева в Баку

После боёв на Керченском плацдарме, Кулиева направили в Краснодарское миномётное училище, которое он окончил в 1944 году в звании младший лейтенант. На фронт уже не вернулся — был оставлен в запасном полку. В 1945 году он окончил курсы усовершенствования офицерского состава в Тбилиси.
С 1946 года младший лейтенант М. Н. Кулиев — в запасе. В том же году он вступил в ВКП(б). В 1948 году Кулиев окончил Бакинскую высшую партийную школу. После войны жил в Баку, работал органах МВД Азербайджанской ССР. Дослужился до звания полковника милиции.
Умер 25 января 1976 года. Похоронен в Баку на Второй Аллее почётного захоронения.

## Награды
- Указом Президиума Верховного Совета СССР от 17 ноября 1943 года за образцовое выполнение боевых заданий командования на фронте борьбы с немецко-фашистскими захватчиками и проявленные при этом мужество и героизм гвардии младшему сержанту Кулиеву Мехти Нодеровичу присвоено звание Героя Советского Союза с вручением ордена Ленина и медали «Золотая Звезда» (№ 2170).
- Орден Ленина, два ордена Красной Звезды, медали.

## Комментарии
1. ↑  На момент присвоения звания Героя Советского Союза.
2. ↑  Ныне — в Кедабекском районе Азербайджана.